# Mira Sorvino
Mira Sorvino (/ˈmiːrə sɔːrˈviːnoʊ/; sinh ngày 28 tháng 9 năm 1967) là một nữ diễn viên người Mỹ. Cô đã giành được Giải Oscar và Quả cầu vàng cho Nữ diễn viên phụ xuất sắc nhất nhờ diễn xuất trong bộ phim Mighty Aphrodite (1995) của Woody Allen.
Cô cũng đóng vai chính trong những bộ phim khác như: Romy và Michele's High School Reunion (1997), Mimic (1997), Lulu on the Bridge (1998), The Replacement Killers (1998), Summer of Sam (1999) và Like Dandelion Dust (2009). Với vai diễn Marilyn Monroe trong Norma Jean &amp; Marilyn (1996), cô đã được đề cử giải Primetime Emmy cho nữ diễn viên chính trong series ngắn hoặc phim truyền hình xuất sắc nhất và Quả cầu vàng cho vai diễn trong phim Human Trafficking (2005).

## Đầu đời
Sorvino sinh ra ở Manhattan mẹ cô là Lorraine Ruth Davis, một nhà trị liệu cho bệnh nhân Alzheimer và là một cựu diễn viên, cha cô Paul Sorvino, một diễn viên chuyên đóng vai lập dị và cũng là đạo diễn phim. Cô có hai anh chị em, Michael và Amanda. Sorvino là người gốc Ý.

## Đời tư
Giữa năm 1996 và 1998, Mira Sorvino có quan hệ tình cảm với đạo diễn Quentin Tarantino, người hộ tống cô đến lễ trao giải Oscar, nơi cô giành giải Nữ diễn viên phụ xuất sắc nhất cho Mighty Aphrodite.
Sorvino gặp nam diễn viên Christopher Backus trong bữa tiệc đố chữ của một người bạn vào tháng 8/2003. Vào ngày 11 tháng 6 năm 2004, họ kết hôn trong một buổi lễ dân sự riêng tư tại tòa án Santa Barbara, California, sau đó là một buổi lễ trên đỉnh đồi ở Capri, Ý. Cặp đôi có bốn người con: con gái Mattea Angel (sinh năm 2004) và Lucia (sinh năm 2012), con trai Johnny Christopher King (sinh năm 2006) và Holden Paul Terry Backus (sinh năm 2009).

## Phim đã tham gia

### Phim
| Năm  | Tên phim                               | Vai diễn                 | Ghi chú                                        |
| ---- | -------------------------------------- | ------------------------ | ---------------------------------------------- |
| 1985 | The Stuff                              | Factory Worker           | Uncredited                                     |
| 1993 | The Obit Writer                        |                          | Short film                                     |
| 1993 | Amongst Friends                        | Laura                    |                                                |
| 1993 | New York Cop (Nyū Yōku no koppu)       | Maria                    |                                                |
| 1994 | Quiz Show                              | Sandra Goodwin           |                                                |
| 1994 | Barcelona                              | Marta Ferrer             |                                                |
| 1995 | Sweet Nothing                          | Monika                   |                                                |
| 1995 | Mighty Aphrodite                       | Linda Ash                | Academy Award Winner - Best Supporting Actress |
| 1995 | Blue in the Face                       | Young Lady               |                                                |
| 1996 | Beautiful Girls                        | Sharon Cassidy           |                                                |
| 1996 | Tales of Erotica                       | Teresa                   | Short film The Dutch Master                    |
| 1996 | Tarantella                             | Diane                    |                                                |
| 1997 | Romy and Michele's High School Reunion | Romy White               |                                                |
| 1997 | Mimic                                  | Dr. Susan Tyler          |                                                |
| 1998 | The Replacement Killers                | Meg Coburn               |                                                |
| 1998 | Lulu on the Bridge                     | Celia Burns              |                                                |
| 1998 | Too Tired to Die                       | Death/Jean               |                                                |
| 1998 | Free Money                             | Agent Karen Polarski     |                                                |
| 1999 | At First Sight                         | Amy Benic                |                                                |
| 1999 | Summer of Sam                          | Dionna                   |                                                |
| 2001 | The Grey Zone                          | Dina                     |                                                |
| 2001 | The Triumph of Love                    | The Princess             |                                                |
| 2002 | WiseGirls                              | Meg Kennedy              |                                                |
| 2002 | Semana santa                           | Maria Delgado            |                                                |
| 2002 | Between Strangers                      | Natalia Bauer            |                                                |
| 2003 | Gods and Generals                      | Fanny Chamberlain        |                                                |
| 2004 | The Final Cut                          | Delila                   |                                                |
| 2006 | Covert One: The Hades Factor           | Randi Russell            | Television film                                |
| 2007 | Reservation Road                       | Ruth                     |                                                |
| 2008 | The Last Templar                       | Tess                     | Television miniseries                          |
| 2009 | Multiple Sarcasms                      | Cari                     |                                                |
| 2009 | Like Dandelion Dust                    | Wendy Porter             |                                                |
| 2009 | The Trouble with Cali                  | The Balletmaster         |                                                |
| 2009 | Sweet Flame                            | Sheila                   |                                                |
| 2009 | Attack on Leningrad                    | Kate Davis               |                                                |
| 2010 | The Presence                           | The Woman                |                                                |
| 2011 | Angels Crest                           | Angie                    |                                                |
| 2012 | Union Square                           | Lucy                     |                                                |
| 2012 | Smitty                                 | Amanda                   |                                                |
| 2012 | Trade of Innocents                     | Claire Becker            |                                                |
| 2013 | Space Warriors                         | Sally Hawkins            |                                                |
| 2014 | Perfect Sisters                        | Linda                    |                                                |
| 2014 | Frozen in Time                         | Carol Purtle             | Direct-to-video film                           |
| 2015 | Quitters                               | May Rayman               |                                                |
| 2015 | Do You Believe?                        | Samantha                 |                                                |
| 2015 | Chloe and Theo                         | Monica                   |                                                |
| 2016 | A Christmas to Remember                | Jennifer Wade            | Television (Hallmark) film                     |
| 2016 | Exposed                                | Janine Cullen            |                                                |
| 2016 | Indiscretion                           | Veronica Lewis           | Television film                                |
| 2016 | The Red Maple Leaf                     | Marianna Palermo         |                                                |
| 2017 | Waterlily Jaguar                       | Helen                    |                                                |
| 2017 | 6 Below: Miracle on the Mountain       | Susan LeMarque           |                                                |
| 2018 | Look Away                              | Amy                      | originally titled Behind the Glass             |
| 2019 | Stuber                                 | Captain Angie McHenry    |                                                |
| 2019 | Beneath the Leaves                     | Detective Erica Shotwell |                                                |
| 2019 | Badland                                | Sarah Cooke              |                                                |
| 2020 | Sound of Freedom                       | Katherine Ballard        | Completed                                      |